# Chlorure de (cyclooctadiène)iridium dimérique
Le chlorure de (cyclooctadiène)iridium dimérique, ou dimère de chlorure de (cyclooctadiène)iridium, est un composé organométallique de formule chimique [(η4-C8H12)Ir(µ-Cl)]2, couramment abrégée [IrCl(COD)]2 ou Ir2Cl2(COD)2, où « COD » représente le ligand 1,5-cyclooctadiène C8H12. Il s'agit d'un solide rouge orangé ou jaune-orangé selon le polymorphe obtenu (le premier est le plus courant),, stable à l'air, soluble dans les solvants organiques (les solutions, en revanche, se dégradent au contact de l'air) et employé comme précurseur d'autres complexes d'iridium dont certains sont utilisés en catalyse homogène. Les atomes d'iridium adoptent une géométrie plane carrée, typique pour un complexe de métal de transition ayant une configuration électronique en d8, tandis que le cœur Ir2Cl2 présente un angle dièdre de 86°, contrairement au chlorure de (cyclooctadiène)rhodium dimérique [(η4-C8H12)Rh(µ-Cl)]2 pour lequel le cœur Rh2Cl2 est presque plan. 
On peut obtenir le chlorure de (cyclooctadiène)iridium dimérique en chauffant du chlorure d'iridium(III) (en) IrCl3 hydraté en présence de 1,5-cyclooctadiène en solution dans un alcool, ce qui a pour effet de réduire l'Ir(III) en Ir(I).
Il est employé comme précurseur d'autres complexes d'iridium, par exemple le catalyseur de Crabtree [(η4-C8H12)IrP(C6H11)3(C5H5N)]+[PF6]−. Les ligands chlorure Cl− peuvent être remplacés par des ligands méthanolate CH3O− pour donner le méthanolate de (cyclooctadiène)iridium dimérique [(η4-C8H12)Ir(µ-OCH3)]2.

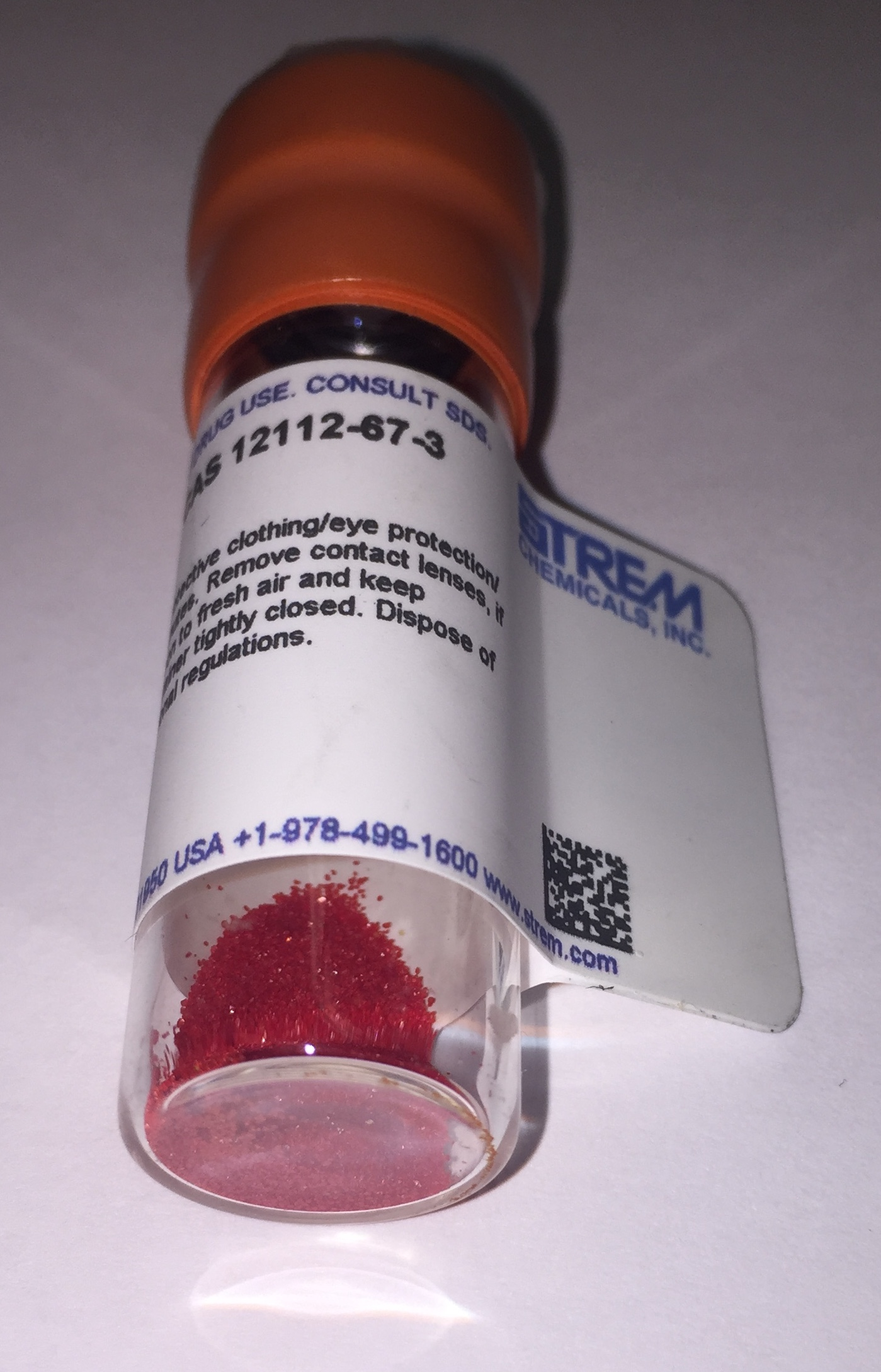
Échantillon d'Ir2Cl2(cod)2.